# میرعلی، پاکستان
میرعلی (به انگلیسی: Mirali Tehsil) یک شهر در پاکستان است که در مناطق قبیله‌ای فدرال واقع شده‌است. میرعلی ۶۵ متر بالاتر از سطح دریا واقع شده‌است.